# Tipula (Vestiplex) inquinata
Tipula (Vestiplex) inquinata is een tweevleugelige uit de familie langpootmuggen (Tipulidae). De soort komt voor in het Palearctisch gebied.